# Veselîi Lan, Vradiivka
Veselîi Lan (în ucraineană Веселий Лан) este un sat în comuna Krasnopil din raionul Vradiivka, regiunea Mîkolaiiv, Ucraina.

## Demografie
Componența lingvistică a localității Veselîi Lan
     Ucraineană (86,41%)
     Română (10,68%)
     Rusă (2,91%)
Conform recensământului din 2001, majoritatea populației localității Veselîi Lan era vorbitoare de ucraineană (86,41%), existând în minoritate și vorbitori de română (10,68%) și rusă (2,91%).